# مجلس شيوخ مدينة هامبورغ (حكومة هامبورغ)

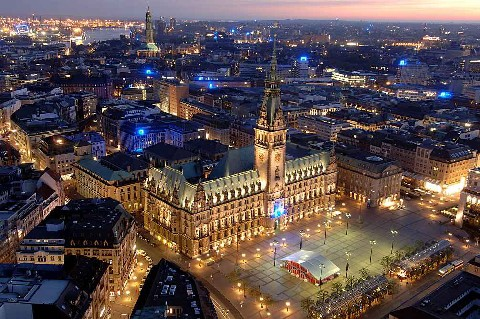
مجلس شيوخ هامبورغ يعقد اجتماعاته في مبنى بلدية هامبورغ

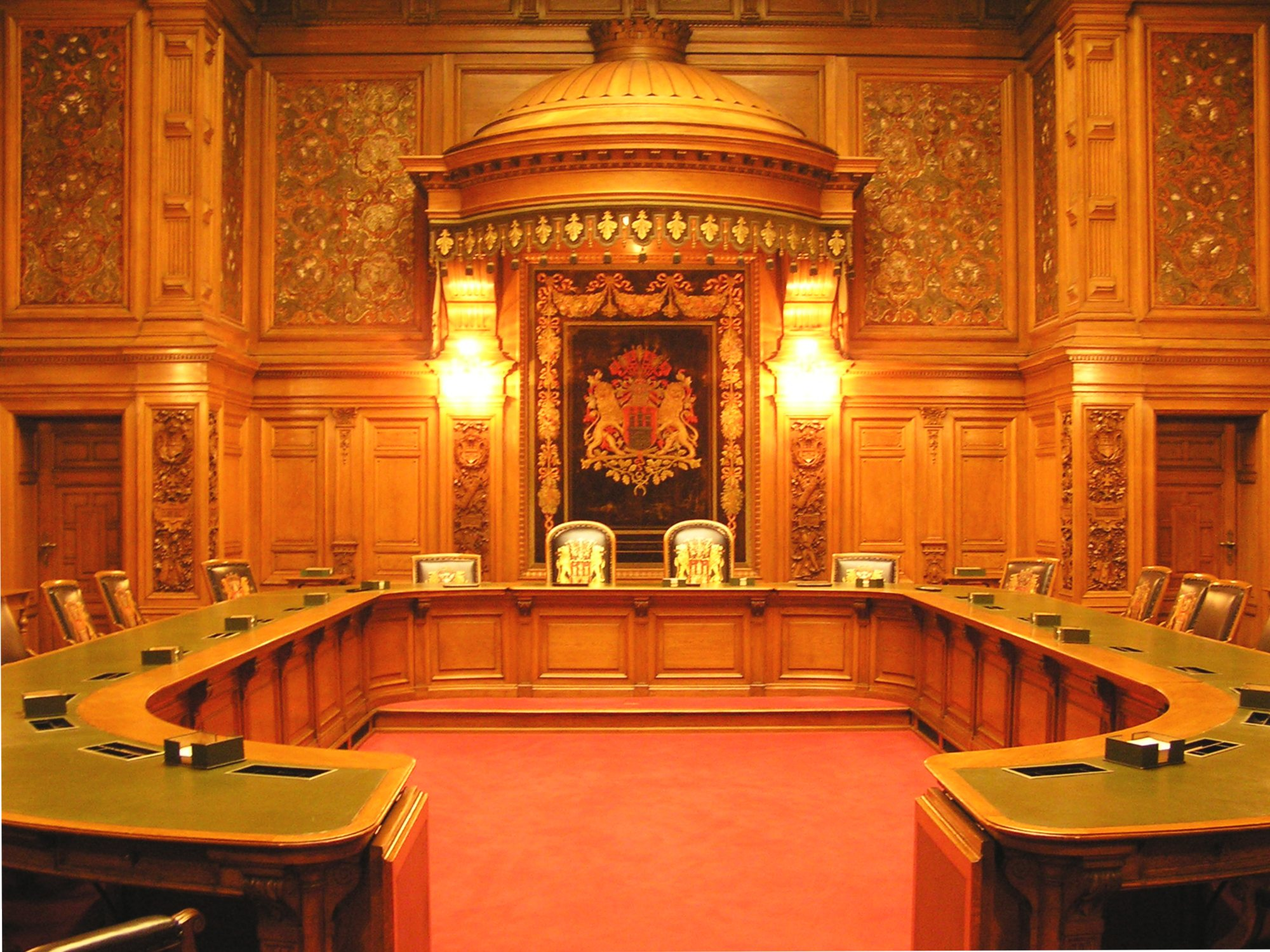
قاعة اجتماعات مجلس شيوخ هامبورغ

مجلس شيوخ مدينة هامبورغ أو حكومة مدينة هامبورغ (بالألمانية: Senat der Stadt Hamburg)، هو السلطة التنفيذية لولاية مدينة هامبورغ. فوفقًا لنص المادة 33، الفقرة 2، الجملة 1 والجملة 2 من دستور مدينة هامبورغ الصادر في 6 يونيو 1952، فإن المجلس بصفته هيئة دستورية، هو من يدير السلطة التنفيذية في المدينة ويشرف عليها، وهو من يمثلها وينوب عنها أمام الجهات الخارجية (الحكومة الاتحادية، والولايات الألمانية الأخرى والدول الأجنبية). يجدر بالذكر هنا أن لمدينة هامبورغ تسمية سياسية ورسمية أوسع، وهي مدينة هامبورغ الهانزية الحرة، ولكن اعتاد الناس على تسميتها المختصرة وهي مدينة هامبورغ، وهي ثاني أكبر مدينة في ألمانيا بعد برلين وفيها أكبر ميناء في ألمانيا، كما تعتبر سادس أكبر مدينة في الاتحاد الأوروبي من حيث عدد السكان.
يُعتبر مجلس شيوخ هامبورغ واحد من ثلاثة مجالس حكومية في ثلاث ولايات من الولايات الألمانية الستة عشر تسمى مجالس شيوخ وليس حكومة، حيث تختلف مسميات حكومات الولايات الألمانية من ولاية لأخرى، فبينما يُسمى مجلس الوزراء في معظم الولايات الألمانية حكومة، تُسمى الحكومات في ولاية بافاريا وولاية ساكسونيا حكومة الدولة، فنقول حكومة دولة بافاريا وحكومة دولة ساكسونيا مع أنها ولايات وليست دول، فيما تُسمى الحكومات في برلين وبريمن وهامبورغ مجالس شيوخ، فنقول مجلس شيوخ برلين ومجلس شيوخ هامبورغ وهكذا.

## التكوين والمهام
يتكون النظام السياسي في ولاية مدينة هامبورغ من السلطة التشريعية والسلطة التنفيذية (مجلس الشيوخ) والسلطة القضائية.
يتألف مجلس شيوخ هامبورغ من:
- رئيس مجلس الشيوخ (ويعادل منصبه رئيس الوزراء)، ويشغل أيضًا وظيفة العُمدة الأول، ويُنتَخب بطريقة سرية من قِبل برلمان ولاية مدينة هامبورغ، والذي يُسمى المجلس المدني لمدينة هامبورغ (Hamburgische Bürgerschaft)، في أول اجتماع للبرلمان.
- نائب رئيس المجلس، ويمسى العمدة الثاني، ويعينه رئيس المجلس.
- أعضاء المجلس (The Senators)، ومناصبهم تعادل الوزراء، وهم 12 عضو وفق للقانون الخاص بالمجلس.[3]

بمجرد انتخاب رئيس المجلس وتسميته بالعُمدة الأول، يتم من تلك اللحظة تسمية المجلس باسم لقب رئيسه، فلو كان إسم الرئيس توماس بيتر مثلاً سيكون اسم المجلس مجلس بيتر، وإذا تولى نفس الشخص رئاسة المجلس لأكثر من دورة يسمى المجلس مجلس بيتر 1 ومجلس بيتر 2 وهكذا حسب عدد الدورات التي تولاها. (طالع الجدول أدناه: مجالس شيوخ هامبورغ منذ 1948).
يتم ترشيح أعضاء المجلس من قبل رئيس المجلس بعد انتخابه من البرلمان مباشرة، وذلك من خلال قائمة يقدمها رئيس المجلس للبرلمان في نفس الجلسة التي انتُخِب فيها، والبرلمان بدوره يصادق على القائمة ككل دون اعتراض أو تحفظ. ومن الممكن أن يكون أعضاء المجلس حزبيين أو مستقلين.

## المهام والوظائف
مجلس شيوخ هامبورغ هو الحكومة والسلطة التنفيذية لولاية مدينة هامبورغ. وبما أن مدينة هامبورغ هي مدينة وولاية في نفس الوقت (مثل مدينة برلين ومدينة بريمن والتي تسمى ولايات أيضًا)، فلا يوجد فصل بين السلطة التنفيذية للولاية والسلطة التنفيذية للمدينة، فكلا السلطتين مدمجة في سلطة واحدة هي مجلس الشيوخ.
وبناء عليه فإن مجلس الشيوخ (الحكومة) في هامبورغ هو أعلى سلطة سياسية ومحلية في ولاية المدينة ويمارس سلطاته وسياساته التنفيذية على المستويين، المستوى الأعلى وهو مستوى الولاية (كمجلس وزراء) والمستوى الثاني وهو مستوى المدينة والمجتمع المحلي (كمجلس بلدية)، والمجلس هو من يمثلها وينوب عنها أمام الجهات الخارجية (الحكومة الاتحادية، والولايات الألمانية الأخرى والدول الأجنبية).
العُمدة الأول هو من يدير أعمال المجلس ويندرج ضمن صلاحياته تحديد السياسات العامة للمجلس داخليًا وخارجيًا، وهو مفوض من المجلس لتمثيله لدى الجهات الخارجية (الحكومة الاتحادية، والولايات الألمانية الأخرى والاتحاد الأورةبي والدول الأجنبية الأخرى)
كل عضو من أعضاء المجلس يتولى حقيبة تنفيذية (وزارة) ويدعى سيناتور، وتسمى الوزارة في هامبورغ بيهوردِه (بالألمانية: Behörde، وبالإنجليزية Authority) وتعنى سلطة أو هيئة. ولا يجوز للأعضاء ممارسة أي وظائف أخرى طالما هم أعضاء في المجلس، وإذا كان العضو المعين في المجلس هو من أعضاء البرلمان فعليه تجميد عضويته في البرلمان وللحزب الذي ينتمي إليه العضو الحق في إرسال عضو بديل عنه، من بين مرشحيه المدرجين ضمن قائمته الانتخابية.
يجوز للمجلس الحق في الاستعانة بمن يراه من الخبراء والمختصين من خارجة ليكونوا بمثابة المستشارين المساعدين لأعضاء المجلس في إدارة الجهات (الوزارات) التي يتولونها وتقديم المشورة في القضايا المتعلقة بالجهة المعين فيها.
يعقد المجلس اجتماعاته في مبنى بلدية هامبورغ بصفة أسبوعية كل يوم ثلاثاء، ومن الممكن أن يسمح المجلس للمستشارين والخبراء حضور الجلسات.

## الوزارات
تتكون حكومة هامبورغ (مجلس الشيوخ) من عدة هيئات ومصالح حكومية تنفيذية (توازي الوزارات)، وهي حالياً كما يوضحها الجدول التالي:
| رقم. | السلطة                                                 |
| ---- | ------------------------------------------------------ |
|      | رئيس مجلس الشيوخ - العمدة الأول مستشارية مجلس الشيوخ   |
|      | العمدة الثاني                                          |
| 1    | هيئة العلوم والبحوث والمساواة والأحياء                 |
| 2    | هيئة التعليم والتدريب                                  |
| 3    | هيئة الداخلية والرياضة                                 |
| 4    | مصلحة الضرائب                                          |
| 5    | هيئة الاقتصاد والابتكار                                |
| 6    | هيئة التنمية العمرانية والإسكان                        |
| 7    | هيئة البيئة والمناخ والطاقة والزراعة                   |
| 8    | هيئة العدل وحماية المستهلك                             |
| 9    | هيئة العمل والصحة والشؤون الاجتماعية والأسرة والاندماج |
| 10   | هيئة النقل والتنقل                                     |
| 11   | هيئة الثقافة والإعلام                                  |

## اللباس الرسمي لأعضاء المجلس
يرتدي أعضاء المجلس أثناء اجتماعاتهم الرسمية زي خاص يميزهم عن بقية موظفي ومستشاري المجلس (أنظر الصورة).

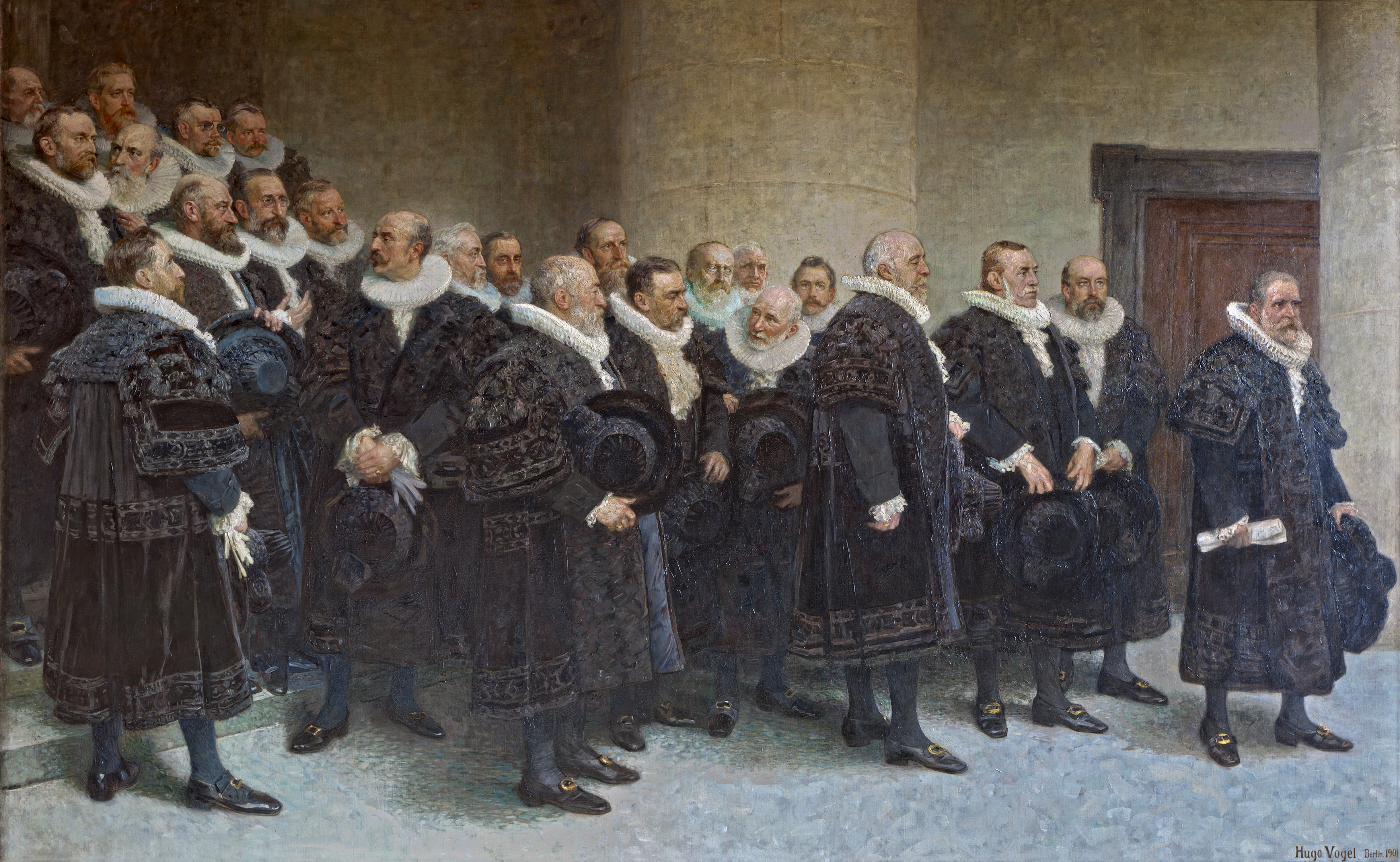
مجلس الشيوخ عام 1897 بالزي الرسمي للمجلس

## مجالس شيوخ هامبورغ منذ 1945
بمجرد انتخاب رئيس المجلس وتسميته بالعمدة الأول، يتم من تلك اللحظة تسمية المجلس بإسم لقب الرئيس، فلو كان إسم الرئيس توماس بيتر مثلاً سيكون إسم المجلس مجلس بيتر، وإذا تولى نفس الشخص رئاسة المجلس لأكثر من دورة يسمى المجلس مجلس بيتر 1 ومجلس بيتر 2 وهكذا.
| إسم المجلس    | الفترة       | الأحزاب المشاركة      | العمدة الأول      |
| ------------- | ------------ | --------------------- | ----------------- |
| بيترسن        | 1945-1946    | CDU ، SPD ، KPD ، FDP | رودولف بيترسن     |
| براور 1       | 1946 - 1950  | SPD ، FDP ، KPD       | ماكس بروير        |
| براور 2       | 1950 - 1953  | SPD                   | ماكس بروير        |
| زيفيكينغ      | 1953 - 1957  | CDU ، FDP ، DP        | كورت سيفكينج      |
| براور 3       | 1957 - 1961  | SPD ، FDP             | ماكس بروير        |
| نيفيرمان 1    | 1961         | SPD ، FDP             | بول نيفيرمان      |
| نيفيرمان 2    | 1961 - 1965  | SPD ، FDP             | بول نيفيرمان      |
| ويتشمان 1     | 1965-1966    | SPD ، FDP             | هربرت ويتشمان     |
| ويتشمان 2     | 1966 - 1970  | SPD                   | هربرت ويتشمان     |
| ويتشمان 3     | 1970-1971    | SPD ، FDP             | هربرت ويتشمان     |
| شولز 1        | 1971 - 1974  | SPD ، FDP             | بيتر شولز         |
| شولز 2        | 1974         | SPD ، FDP             | بيتر شولز         |
| كلوس 1        | 1974 - 1978  | SPD ، FDP             | هانز أولريش كلوزه |
| كلوس 2        | 1978 - 1981  | SPD                   | هانز أولريش كلوزه |
| فون دوهناني 1 | 1981 - 1983  | SPD                   | كلاوس فون دهناني  |
| فون دوهناني 2 | 1983 - 1987  | SPD                   | كلاوس فون دهناني  |
| فون دوهناني 3 | 1987         | SPD                   | كلاوس فون دهناني  |
| فون دوهناني 4 | 1987-1988    | SPD ، FDP             | كلاوس فون دهناني  |
| فوشيراو 1     | 1988 - 1991  | SPD ، FDP             | هينينج فوشيراو    |
| فوشيراو 2     | 1991-1993    | SPD                   | هينينج فوشيراو    |
| فوشيراو 3     | 1993-1997    | SPD ، STATT           | هينينج فوشيراو    |
| روند          | 1997-2001    | SPD ، غال             | جولة أورتوين      |
| فون بويست 1   | 2001 - 2004  | CDU ، PRO ، FDP       | أولي فون بيست     |
| فون بويست 2   | 2004 - 2008  | CDU                   | أولي فون بيست     |
| فون بويست 3   | 2008-2010    | CDU ، غال             | أولي فون بيست     |
| أهلهاوس       | 2010-2011    | CDU ، غال             | كريستوفر أهلهاوس  |
| شولز 1        | 2011 - 2015  | SPD                   | أولاف شولز        |
| شولز 2        | 2015 - 2018  | SPD، B'90 / جرينز     | أولاف شولز        |
| تشينتشر 1     | 2018 - 2020  | SPD، B'90 / جرينز     | بيتر تشينتشر      |
| تشينتشر 2     | منذ عام 2020 | SPD، B'90 / جرينز     | بيتر تشينتشر      |

## طالع أيضًا
- حكومة هامبورغ

## روابط إنترنت
- Website des Senats der Freien und Hansestadt Hamburg
- Verfassung der Freien und Hansestadt Hamburg : Abschnitt „III. Der Senat“
- Senatsgesetz
- Geschäftsordnung des Senats der Freien und Hansestadt Hamburg vom 24. November 2020